# 维默施泰特
维默施泰特是德国石勒苏益格－荷尔斯泰因州的一个市镇。总面积5.08平方公里，总人口157人，其中男性77人，女性80人（2011年12月31日），人口密度31人/平方公里。